# Élections locales écossaises de 2003 à South Ayrshire
Pour un article plus général, voir Élections locales écossaises de 2003.

Les élections locales écossaises de 2003 à South Ayrshire se sont tenues le 1er mai 2003.

## Composition du conseil
Majorité absolue : 16 sièges
| Parti        | Sièges  |
| ------------ | ------- |
| Conservateur | 15 / 30 |
| Travailliste | 15 / 30 |